# Arutua (Polinesia Francesa)
Arutua es una comuna francesa situada en la subdivisión de Archipiélago de Tuamotu, que forma parte de la colectividad de ultramar de Polinesia Francesa.

## Composición
Está formada por la unión de las tres comunas asociadas de Apataki, Arutua y Kaukura, que abarcan los atolones de Arutua, Apataki y Kaukura:
| Comuna asociada de Apataki |     |    |       |
| Apataki                    | 350 | 20 | 17.5  |
| Comuna asociada de Arutua  |     |    |       |
| Arutua                     | 680 | 15 | 45.33 |
| Comuna asociada de Kaukura |     |    |       |
| Kaukura                    | 475 | 11 | 43.18 |

## Geografía
El atolón de Arutua está formado por cuarenta y siete motus, que se llaman:
Agahuru, Hamaruoraa, Harokeiga, Iiparai, Iogaho, Iotearua, Kahae, Kahurikina, Koakiaki, Kohinatea Kopara, Koparapara, Kotahataha, Kouma, Mahuta, Manore, Meturama, Mihirena, Morotaura, Motukaven, Motukeretihe, Motukiore, Motumauu, Motunavaka, Motuone, Motutae, Nagiorna, Oehavana (1), Oehavana (2), Okihi, Okurunaga, , Papatuatea, Potehue, Purahui, Putuputu, Rautini, Remuto, Ruanui, Tatuemano, Tehetehe, Temahinahina, Tenihinihi, Tikotiko, Toopae, Touruhaari, Tuaiga, Tupanui.
El atolón de Apataki está formado por veintiocho motus, que se llaman:
Aevere, Horohoro, Kokakoka, Komokomo, Komopao, Motu Nuutina, Motu Roa, Motu Ruha, Motu Teriva, Nakomuhi, Naminami, Niutaki, Omiro, Opupu, Parao, Ravaru, Rotoava, Tamaro, Tapae, Teavatika, Tehuria, Tekomopao, Tererari, Tokete, Topitinana, Totoro, Tupaova, Vahine
El atolón de Kaukura está formado por veinticuatro motus, que se llaman:
Aiai, Eraro, Faro, Hapenoa, Maava, Maia, Mataitau Perua, Moturaa, Nuumeha, Paia, Panao, Papaoa, Papatanifa, Patainure, Puehaa, Raita Hiti, Tahuna Puna, Tapiite, Teaturoa, Tihai, Tumu Atata, Umarei, Vaitaitai, Vehivehi

## Demografía
| Gráfica de evolución demográfica de Arutua entre 1971 y 2012 |
|                                                              |

Fuente: Insee